# Детлефс, Лиза-Мари
Лиза-Мари Детлефс (англ. Lisa-Marie Deetlefs, 8 сентября 1987, Йоханнесбург, ЮАР) — южноафриканская хоккеистка (хоккей на траве), защитник.

## Биография
Лесли-Энн Джордж родилась 8 сентября 1987 года в южноафриканском городе Йоханнесбург.
Окончила университет Йоханнесбурга, где изучала спортивную психологию.
В детстве занималась плаванием, в возрасте 8-12 лет выступала на провинциальных и национальных соревнованиях. Играла в хоккей на траве за Южный Гаутенг.
В 2007 году дебютировала в женской сборной ЮАР.
В 2008 году вошла в состав сборной ЮАР по хоккею на траве на летних Олимпийских играх в Лондоне, занявшей 11-е место. Играла на позиции защитника, провела 6 матчей, мячей не забивала.
В 2012 году вошла в состав сборной ЮАР по хоккею на траве на летних Олимпийских играх в Лондоне, занявшей 10-е место. Играла на позиции полузащитника, провела 5 матчей, забила 1 мяч в ворота сборной Японии.
Трижды участвовала в чемпионатах мира — в 2006, 2010 и 2014 годах. На турнире 2014 года забила 1 мяч.
Дважды участвовала в хоккейных турнирах Игр Содружества — в 2014 году в Глазго и в 2018 году в Голд-Кост.
Руководит хоккейным направлением в школе для девочек Сент-Эндрюс в Йоханнесбурге.